# Kōhei Horikoshi
Kōhei Horikoshi (堀越 耕平, Horikoshi Kōhei, 20 de novembro de 1986) é um mangaka japonês conhecido por criar os mangás no estilo shonen como Ōmagadoki Dōbutsuen, Sensei no Bulge, e mais recentemente Boku no Hero Academia. Horikoshi é formado na Universidade de Artes de Nagoya e é nativo da região de Aichi.

## Trabalhos
| Nome                  | Ano       | Notas                |
| --------------------- | --------- | -------------------- |
| Tenko                 | 2007      | one-shot             |
| Boku no Hero          | 2008      | one-shot             |
| Shinka Rhapsody       | 2008      | one-shot             |
| Ōmagadoki Dōbutsuen   | 2010–2011 | Série em Jump Comics |
| Sensei no Bulge       | 2012      | Série em Jump Comics |
| Boku no Hero Academia | 2014–2024 | Série em Jump Comics |

## Prêmios e nomeações
| Ano  | Premiação                                    | Categori          | Trabalho         | Resultado |
| ---- | -------------------------------------------- | ----------------- | ---------------- | --------- |
| 2015 | 8th Manga Taishō                             | Manga             | My Hero Academia | Indicado  |
| 2016 | 40th Kodansha Manga Award                    | Best Shōnen Manga | My Hero Academia | Indicado  |
| 2017 | 44th Angoulême International Comics Festival | Best Youth Comic  | My Hero Academia | Indicado  |
| 2017 | 3rd Sugoi Japan Award                        | Manga             | My Hero Academia | Venceu    |
| 2018 | 30th Harvey Award                            | Best Manga        | My Hero Academia | Indicado  |
| 2019 | 31st Harvey Award                            | Best Manga        | My Hero Academia | Venceu    |